# Cour des plaids communs

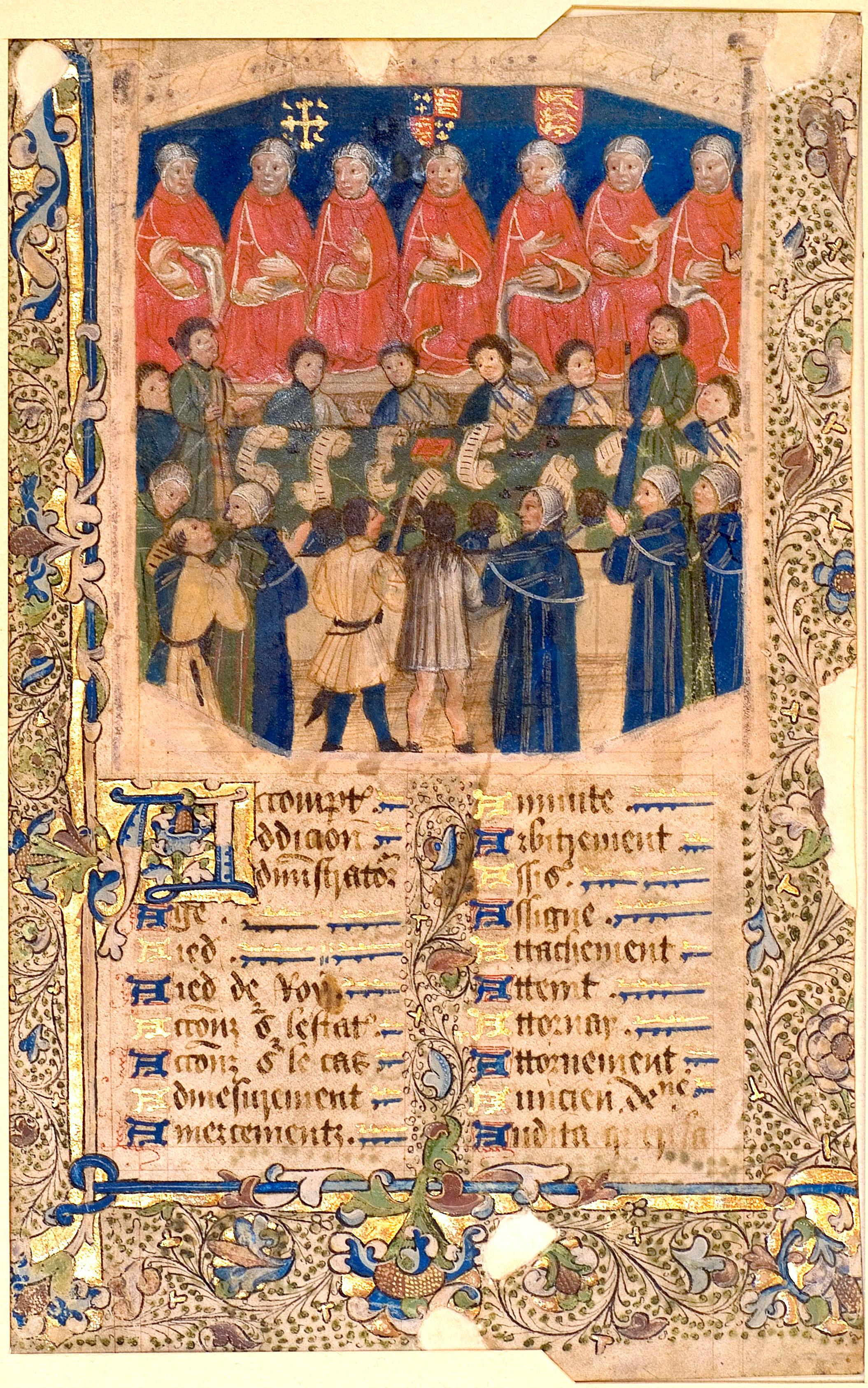
Page d'un manuscrit anglais du XVe siècle montrant la Cour des plaids communs en train de siéger. On remarque à l’arrière plan les sept juges de la cour (habillés en rouge).

La Cour des plaids communs, en anglais Court of Common Pleas, abrégée en « Plaids communs », est une ancienne cour de justice d’Angleterre.
Elle est créée par Henri II pour soulager le Banc du roi, et constitue la troisième plus haute cour de justice anglaise (avec le Banc du roi et la Cour de l'Échiquier (en)) jusqu'à sa suppression en 1875.
Les Plaids communs ont été un lieu d'innovation et la source d'un certain nombre d'innovations jurisprudentielles, bien qu'à partir du XVIe siècle ils voient leur importance diminuer, et leur domaine de compétence petit à petit redistribué aux autres cours de justice.

## Histoire
Les Plaids communs tirent leur nom des affaires dites « communes », c'est-à-dire de sujet à sujet, et n'impliquant pas les affaires de la Couronne. À l'origine, la principale différence avec le Banc du roi est l'absence du souverain aux audiences. La différenciation de cette cour se fait progressivement : la cour cesse d'abord de suivre le souverain dans ses déplacements à partir de la promulgation de la Magna Carta, puis cesse également, à partir de 1272, d'examiner les affaires criminelles.
À partir du XIVe siècle, la concurrence entre les trois cours de justice, siégeant toutes trois à Westminster, s'exacerbe : par des artifices légaux, le Banc du roi et l'Échiquier parviennent à récupérer une partie des affaires communes, au grand plaisir des plaideurs car les Plaids communs était la plus onéreuse des juridictions. De 1471 à 1500, les Plaids communs perdent définitivement leur position par rapport aux deux autres cours, et ne peuvent jamais rétablir leur position, si bien que du temps de Charles II, les trois cours ont une égale compétence sur les affaires communes, et ont développé des procédures similaires, bien que différentes par la forme et le coût.
Cette situation, où les plaidants choisissent librement leur tribunal, créant ainsi des distorsions manifestes, est pointée du doigt au début du XIXe siècle : le système tripartite est enfin aboli en 1875 par une loi votée en 1873, au profit de la création d'une cour suprême unique, la Haute Cour de justice.

## Aux États-Unis
Les colons anglais ont importé dans les colonies américaines le système judiciaire anglais. De nos jours, quatre États des États-Unis ont conservé un tribunal portant cette dénomination : le Delaware, l'Ohio, la Pennsylvanie et la Caroline du Sud.

## Au Canada
La Cour des plaids communs se nomme la « Cour des plaidoyers communs » dans le Bas-Canada francophone au XVIIIe siècle. Voir Guy Carleton.